# Roland Laudenbach
Roland Laudenbach ( París, 20 de octubre de 1921 – París, 9 de enero de 1991 ) fue un escritor y editor francés. En 1944 fundó Éditions de la Table ronde, editorial vinculada a escritores de tendencia conservadora y tradicionalista.

## Biografía
De origen alsaciano, Roland Laudenbach era sobrino del actor Pierre Fresnay  y hermano de Philippe Laudenbach.
Próximo al movimiento literario de los Húsares, se interesó principalmente por el teatro y el cine. Editó la obra completa de Victor Hugo para el editor A. Martel y escribió varios guiones para películas y cortometrajes.
En 1944 fundó Éditions de la Table ronde, una editorial contracorriente en el París del existencialismo.
Durante la década de 1950 colaboró con el semanario monárquico La Nation française, dirigido por Pierre Boutang y Michel Vivier, en el que escribió bajo el seudónimo de "Michel Braspart". En la década de 1960 formó parte de la redacción del periódico satírico Le Crapouillot. Publicó algunas novelas bajo el citado seudónimo, que también utilizó para firmar los artículos en la Revue de la Table ronde, que él mismo fundara en 1948.
Defensor de la Argelia francesa, dejó de colaborar con el periódico Réforme por considerarlo demasiado comprometido con la independencia argelina. En mayo de 1958, fundó la publicación mensual Tant qu'il fait jour, con Philippe Brissaud.

## Teatro
- Bille en tête ( 1957 ), dirigida por Jean-Jacques Varoujean en el Théâtre de la Michodière.

## Filmografía

### Guionista
- La hora de la verdad, dirigida por Jean Delannoy (1952)
- Lo ampliado, dirigida por Léo Joannon (1953)
- Una buena dama, dirigida por Claude Autant-Lara (1953)
- La cama, dirigida por Jean Delannoy (1954)
- Les mauvaises rencontres, dirigida por Alexandre Astruc (1955)